# Ашо (озеро)
Ашо — озеро в Пригородной волости Пустошкинского района Псковской области. По юго-восточному берегу проходит граница с Забельской волостью.
Площадь — 5,29 км² (529,0 га; с островами — 5,37 км² или 537,0 га). Максимальная глубина — 6,0 м, средняя глубина — 3,0 м. Вытянуто с северо-запада на юг-восток более чем на 6 км.
На берегу озера расположены деревни Забелевица и Забелье Забельской волости.
Проточное. Сток идёт на юго-восток через Ащицу (Ашица) в бассейн реки Уща, которая, в свою очередь, относится к бассейну реки Западная Двина.
Тип озера лещово-уклейный. Массовые виды рыб: щука, окунь, плотва, лещ, язь, линь, налим, ерш, красноперка, щиповка, вьюн, пескарь, уклея, густера, карась, бычок-подкаменщик; широкопалый рак (единичное).
Для озера характерно: в прибрежье — леса, луга, болото; в литорали — песок, заиленный песок, ил, в центре — ил, заиленный песок; есть сплавины.